# Мејнард (Арканзас)
Мејнард (енгл. Maynard) град је у америчкој савезној држави Арканзас.

## Демографија
По попису из 2010. године број становника је 426, што је 45 (11,8%) становника више него 2000. године.
| Група             | 2000.       | 2010.       |
| Белци             | 365 (95,8%) | 415 (97,4%) |
| Афроамериканци    | 0 (0,0%)    | 0 (0,0%)    |
| Азијати           | 0 (0,0%)    | 0 (0,0%)    |
| Хиспаноамериканци | 4 (1,0%)    | 3 (0,7%)    |
| Укупно            | 381         | 426         |